# Merla de Príncipe
La merla de Príncipe (Turdus xanthorhynchus) és un ocell de la família dels túrdids (Turdidae).

## Hàbitat i distribució
Habita els boscos de l'illa de Príncipe, al golf de Guinea.